# Domingo Ugartechea
José Domingo Ugartechea, también llamado Domingo de Ugartechea y más conocido como Domingo Ugartechea (c. 1794-24 de mayo de 1839), llegó a ostentar el grado de coronel del ejército mexicano en su facción perteneciente al bando político centralista de inicios del siglo 19, por lo que participó en los conflictos político-militares contra los federalistas que estuvo presente a lo largo del siglo XIX se destacó  en la campaña militar dirigida por el general Antonio López de Santa Anna contra los colonos angloamericanos, en el movimiento de rebelión de éstos contra el Gobierno Mexicano, el cual ha sido considerado o denominado por los estadounidenses como Independencia de Texas.

## Biografía

### Primeros años

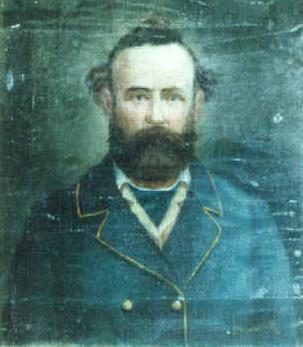
El coronel Domingo Ugartechea estuvo a cargo del ejército mexicano en Texas antes y durante la guerra de independencia texana

Domingo Ugartechea fue hijo de José Joaquín Ugartechea y su esposa Maria Adriana Mier y Noriega y Guerra, hermana del sacerdote Servando Teresa de Mier. En 1823 contrajo matrimonio con la joven regiomontana Maria Genoveva Canales Rosillo. Inició su carrera militar en 1813, bajo las órdenes del general José Joaquín de Arredondo comandante militar de las Provincias Internas Orientales de la Nueva España (Texas, el Nuevo Reyno de León, Coahuila, y Nuevo Santander). 
En 1813, tanto Ugartechea como Antonio López de Santa Anna eran cadetes. Participaron en la represión de la Expedición Gutiérrez-Magee, que intentó independizar a Texas de España, y en la batalla de Medina, librada contra el ejército español cerca de San Antonio de Béjar (hoy San Antonio Texas).
En junio de 1832, Ugartechea encabezaba a 125 hombres en el fuerte de Velasco, cuando intentó emplear su artillería para impedir que los colonos texanos rebeldes al mando de John Austin llevaran sus cañones desde Brazoria a Anáhuac, población en la que en esos momentos había disturbios en contra del gobierno mexicano. Aunque después de luchar durante once horas Ugartechea fue derrotado por los texanos, le permitieron evacuar el fuerte.
En 1835, Ugartechea como comandante militar de Coahuila y Texas estaba al mando de las fuerzas en el Presidio de San Antonio de Béjar, donde enfrentaba problemas serios por la falta de recursos financieros, suministros y mano de obra. Aunque en sus listas aparecían 200 hombres, sólo la mitad estaba en servicio activo.
Las duras observaciones de Ugartechea hechas al gobierno mexicano en la primavera de 1835, contribuyeron a tomar conciencia de que México debía endurecer su posición en Texas. Era cada vez más  evidente el abuso angloamericano  y de los nativos texanos de los departamentos de Nacogdoches y Béjar hacia las políticas agrícolas y de colonización establecidas. También informó que los texanos no respetaban al gobierno de México ni a sus líderes. Escribió en una carta: "No se escucha nada más que ¡Dios, maldito sea Santa Anna!, ¡maldito sea Ugartechea!".
A mediados de mayo de 1835 Ugartechea trabajó con las autoridades políticas para evitar un conflicto armado con los milicianos al mando del criollo texano Juan N. Seguín, quienes partieron del pueblo de Béjar hacia Monclova, Coahuila, para auxiliar al gobernador federal Agustín Viesca. Las concesiones de última hora del jefe político José Ángel Navarro impidieron un enfrentamiento entre los milicianos de Seguín y las tropas de Ugartechea.

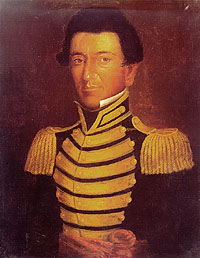
Juan Seguin, considerado un héroe de la independencia texana

Posteriormente, en el verano de 1835, Ugartechea recibió y transmitió a México muchos informes de que el espíritu de conciliación estaba creciendo y que la mayor amenaza para alcanzar el consenso a favor de la paz era que México enviara más tropas a Texas. Sin embargo, a finales de julio Ugartechea expresó su opinión a su superior, Martín Perfecto de Cos, de que los refuerzos eran aún muy necesarios. De esta manera, Ugartechea reflejó las actitudes ambivalentes, que iban de la tolerancia al endurecimiento, que a la larga contribuyeron a la independencia texana.
Al tratar con los rebeldes texanos, Ugartechea les dio garantías sobre el establecimiento de la paz, con la condición de que se llevaran a cabo las órdenes de arresto que dio a las autoridades civiles de Texas. Entre los que ordenó detener estaban los diputados de la legislatura de Coahuila, los líderes de la rebelión de Anáhuac de junio de 1835 y a los opositores al centralismo, como el federalista yucateco Lorenzo de Zavala.
Durante el verano de 1835, los efectivos bajo su mando aumentaron a casi 500 hombres, incluidos unos 200 de caballería en servicio activo. En septiembre, circularon informes de que Ugartechea tenía la intención de ejecutar él mismo estos arrestos. De hecho, fue bajo sus órdenes que el teniente Francisco de Castañeda fue a Gonzáles (Texas), para asegurar un cañón que estaba en manos de los texanos, lo que condujo a la batalla del 2 de octubre, que marcó el inicio las hostilidades en la Revolución de Texas. Ugartechea luego los instó a la paz, pero advirtió a los texanos que entregaran las armas o enfrentarían un nuevo avance de sus tropas desde San Antonio.

### Sitio de San Antonio
Durante el sitio de Béjar, Stephen F. Austin condujo a las fuerzas texanas desde las afueras de la urbe, mientras que Ugartechea al principio permaneció con las fuerzas mexicanas en la ciudad. A mediados de octubre, una unidad de su caballería realizó un reconocimiento alrededor de Cibolo Creek. La mañana del 28 de octubre de 1835, llegó un cuerpo de 275 infantes con dos cañones al mando del Gral. Martín Perfecto de Cos, precipitando la Batalla de Concepción en la que fue derrotado el ejército mexicano.
El 12 de noviembre de 1835 el coronel Ugartechea comandó una unidad de caballería que se coló entre las fuerzas de asedio y en unos diez días se dirigió al Río Grande (Río Bravo) para buscar refuerzos. El 26 de noviembre dirigió una fuerza de 454 reclutas y 173 tropas veteranas de Laredo para relevar al ejército centralista al mando del general de Cos en Béjar. Su llegada el 8 de diciembre aumentó en realidad la carga de suministro del ejército mexicano y ayudó a precipitar su rendición al día siguiente.

### Revolución de Texas
Ugartechea regresó a Laredo con las fuerzas de Cos. En 1836 retomó su puesto y encabezó al ejército mexicano en Texas. A fines de marzo recibió el mando de las tropas inexpertas que quedaban en reserva en Copano, Victoria y Goliad. Fijó su cuartel general en este último lugar y se encargó de reconstruir el refugio de la guarnición y activar las fortificaciones. 
Tras la retirada mexicana después de derrota en la Batalla de San Jacinto, Ugartechea fue a Matamoros, Tamaulipas, donde ayudó a iniciar la política de persuadir a los nativos americanos para que hicieran la guerra contra el los colonos angloamericanos de Texas, pero los indígenas no colaboraron ni se sintieron simpatizantes de un conflicto que era hasta cierto punto ajeno a ellos. 
Continuó apoyando la causa centralista, al participar a en la defensa de la villa de Santiago del Saltillo, Coahuila, ante el ataque de los coahuileños partidarios del federalismo, que estuvieron dirigidos por Severo Ruiz, Pedro Lemus y Carrasco, en su lucha porque la villa de Monclova recobrase su calidad de Capital de Coahuila, y que estaban en contra de que hubiese un Gobierno Nacional Centralista, así que Ugartechea llevó ayuda a los saltilleros desde Monterrey, Nuevo León, llegando el 23 de febrero de 1839. Murió en uno de los enfrentamientos llevados a cabo en los derredores de la plaza de armas de Saltillo el 24 de mayo de 1839, su muerte impactó grandemente entre los defensores, desmoralizándolos y con lo cual terminaron deponiendo las armas ante los federalistas.

## Otras lecturas
- Hubert Howe Bancroft; Historia de los estados del norte de México y Texas (2 vols ., San Francisco: History Company, 1886, 1889).
- Paul D. Lack, La experiencia revolucionaria de Texas: una historia política y social (College Station: Texas A&M University Press, 1992).
- Jeff Long, Duel of Eagles: The Mexican and US Fight for the Alamo (Nueva York: Morrow, 1990).

- Datos: Q865943